# Lychnorhiza lucerna
Lychnorhiza lucerna es una especie de medusa del orden Rhizostomae. Se encuentra frente a las costas atlánticas de América del Sur.

## Descripción
Cuando es pequeña, Lychnorhiza lucerna tiene una campana hemisférica, pero esta se aplana en forma de platillo a medida que la medusa crece. Se sabe que los ejemplares muy grandes alcanzan los 45 centímetros de diámetro y tienen forma de plato.
La superficie superior es flexible y delgada y está cubierta de proyecciones cónicas bajas. Alrededor de la periferia hay muchas orejeras triangulares pequeñas. Bajo la campana cuelgan cuatro pares de tentáculos orales, aproximadamente dos tercios del diámetro de la campana. Las mitades superiores de estos están algo aplanadas y las mitades inferiores se dividen en tres paletas que tienen múltiples bordes enrollados. Entre estos se encuentran boquillas succionadoras que conducen al interior de la campana y varios filamentos gruesos que cuelgan. No tiene boca central. El estómago ocupa la mayor parte del interior de la campana y hay un anillo de pequeñas gónadas color crema o blancas alrededor de su borde.
La coloración de esta medusa varía, pero en general, la campana es translúcida e incolora o de un tono pálido de ante, a veces con vetas irregulares de color marrón claro. Las orejeras que cuelgan alrededor del borde de la campana son de color marrón más oscuro y las partes inferiores de los tentáculos orales también pueden ser marrones, siendo las partes superiores incoloras.

## Distribución
Se encuentra en aguas tropicales del océano Atlántico occidental. Su área de distribución se extiende desde la Guayana Francesa hasta la provincia de Buenos Aires en Argentina. Ocurre en hábitats costeros poco profundos y estuarios y es la medusa más abundante en su orden (Rhizostomeae) en estas aguas. A menudo se queda varada en las playas.

## Ciclo vital
Presenta un ciclo de vida complejo con una alternancia de etapas sexuales y asexuales. Una medusa adulta se conoce como medusa y es gonocorística, lo que significa que es macho o hembra. Los huevos fertilizados se convierten en larvas de plánula. Estos pronto se asientan y sufren una metamorfosis en pólipos sésiles, conocidos como escifistomas, con cuatro tentáculos. Estos crecen más y después de una serie de mudas tienen veintidós tentáculos. Desarrollan quistes a partir de los cuales crecen nuevos pólipos conocidos como éfiras. Estos desarrollan constricciones transversales y se separan del pólipo original por estrobilación. Los scyphistomae pueden estrobilarse varias veces y en un estudio se estimó que un pólipo fundador podría producir hasta sesenta ephyrae en un período de cuatro meses. Los escifistomas se convierte en medusas juveniles después de unos quince días más.

## Ecología
Lychnorhiza lucerna tiene asociaciones con el gusano plano parásito Dibothriorhynchus dinoi, los camarones Periclimenes spp, el pez Chloroscombrus chrysurus y el jurel de nariz roma Hemicaranx amblyrhynchus. Los cangrejos araña jóvenes, Libinia ferreirae y Libinia spinosa, utilizan el interior de la campana como un vivero donde están a salvo de los depredadores.